# سپاه اطلاعات رزمی اسرائیل

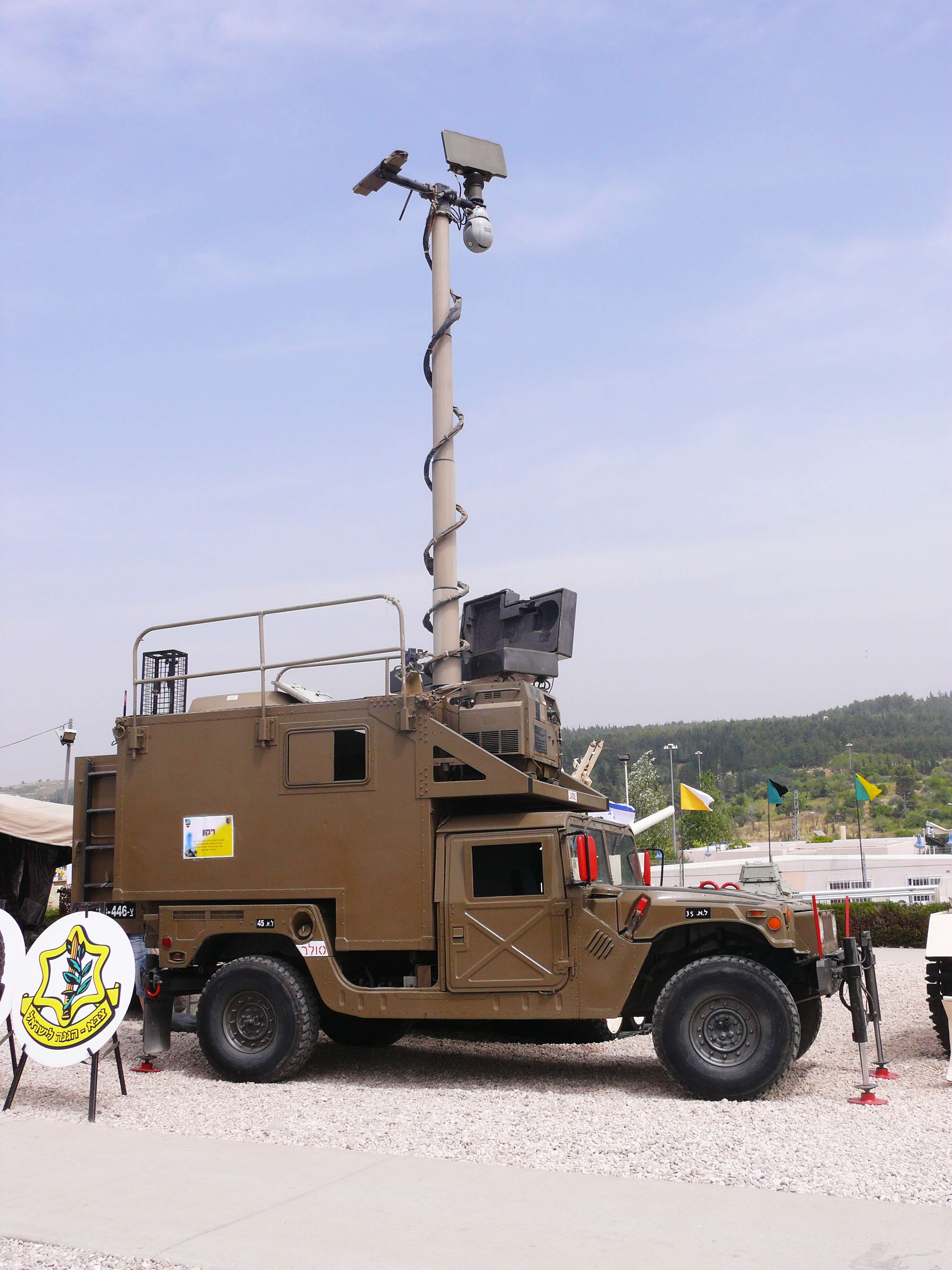
یک خودروی شناسایی و دیده‌بانی "راکون" متعلق به سپاه اطلاعات رزمی اسرائیل

سپاه اطلاعات رزمی اسرائیل (انگلیسی: Combat Intelligence Collection Corps) سپاه اطلاعات نظامی زیرمجموعه نیروی زمینی اسرائیل است، که در سال ۲۰۰۰ تأسیس شد.
جدیدترین سپاه از پنج سپاه (سپاه پیاده، سپاه مهندسی رزمی، سپاه توپخانه و سپاه زرهی) ستاد نیروهای دفاعی اسرائیل است که وظیفه آن جمع‌آوری اطلاعات نظامی در مناطق جنگی برای پشتیبانی از واحدهای رزمی هوایی و زمینی به منظور افزایش اثربخشی عملیات‌هایشان است. این سپاه مسئول واحدهای اطلاعاتی از سطح گردان تا کل نیرو است. سپاه اطلاعات رزمی به دلیل نیاز به جمع‌آوری اطلاعات جنگی، همچنین حفظ و توسعه شبکه‌های رصد اطلاعات، همواره در حال گسترش سازمان است. 